# Invasión estadounidense de Afganistán
La invasión estadounidense de Afganistán ocurrió después de los ataques del 11 de septiembre de 2001 en territorio estadounidense y fue apoyada por aliados cercanos de Estados Unidos que habían comenzado oficialmente la Guerra contra el Terrorismo. El conflicto también se conoce como la guerra afgano-estadounidense o la intervención estadounidense en Afganistán. Sus objetivos públicos eran desmantelar a Al Qaeda y negarle una base segura de operaciones en el país pastún al sacar a los talibanes del poder. El Reino Unido fue un aliado clave de Estados Unidos que ofreció apoyo para la acción militar desde el inicio de los preparativos para la invasión. Siguió la fase de la tercera guerra civil entre los talibanes y los muyahidines de la Alianza del Norte, aunque los talibanes controlaban el 90% del país en 2001. La invasión estadounidense de Afganistán se convirtió en la primera fase de la guerra de Afganistán.
El presidente de Estados Unidos, George W. Bush, exigió que los talibanes entregaran a Osama bin Laden y expulsaran a Al Qaeda; Bin Laden ya había sido buscado por el FBI desde 1998. Los talibanes se negaron a extraditarlo a menos que se les diera lo que consideraban evidencia convincente de su participación en los ataques del 11 de septiembre, e ignoraron las demandas de cerrar las bases terroristas y entregar otras sospechosos de terrorismo además de Bin Laden. La solicitud fue rechazada por Estados Unidos como una táctica dilatoria sin sentido y lanzó la Operación Libertad Duradera el 7 de octubre de 2001 con el Reino Unido. A los dos se les unieron más tarde otras fuerzas, incluidas las tropas de la Alianza del Norte en tierra. Estados Unidos y sus aliados expulsaron rápidamente a los talibanes del poder el 17 de diciembre de 2001 y construyeron bases militares cerca de las principales ciudades del país. La mayoría de los miembros de Al Qaeda y los talibanes no fueron capturados, escaparon al vecino Pakistán o se retiraron a regiones rurales o montañosas remotas durante la batalla de Tora Bora.
En diciembre de 2001, el Consejo de Seguridad de las Naciones Unidas estableció la Fuerza Internacional de Asistencia para la Seguridad (ISAF) para supervisar las operaciones militares en el país y capacitar al Ejército Nacional Afgano. En la Conferencia de Bonn en diciembre de 2001, Hamid Karzai fue seleccionado para dirigir la Administración Provisional Afgana, que después de una loya jirga (gran asamblea) en 2002 en Kabul se convirtió en la Administración de Transición Afgana. En las elecciones populares de 2004, Karzai fue elegido presidente del país, ahora llamado República Islámica de Afganistán. En agosto de 2003, la OTAN se involucró como una alianza, tomando el mando de la ISAF. Una parte de las fuerzas estadounidenses en Afganistán operaba bajo el mando de la OTAN; el resto permaneció bajo el mando directo de Estados Unidos. El líder talibán Mullah Omar reorganizó el movimiento y, en 2002, lanzó una insurgencia contra el gobierno y la ISAF que continúa hasta el 2021 cuando en la ofensiva talibana los insurgentes conquistaron el país.

## Antecedentes históricos

### Guerras civiles
Ya cuando fueron retiradas las tropas soviéticas en 1989, el gobierno comunista afgano prosiguió la guerra anti-muyahidín hasta su caída en 1992. En los años siguientes, varias facciones de los muyahidines lucharon entre sí por el control de un país sumido en la anarquía. Hasta que en 1996 los talibán, un movimiento fundamentalista islámico formado en 1994, conquistaron Kabul y posteriormente invadieron en torno al 90 % del territorio afgano, quedando solo un pequeño rincón en el noreste bajo el control de la Alianza del Norte.
Aunque muchos miembros de la comunidad internacional, incluidos los Estados Unidos, inicialmente vieron a los talibanes como una posible fuente de estabilidad para ese país devastado por la guerra, su tolerancia para acoger a los extremistas islámicos en combinación con su reticencia a negociar con sus enemigos pronto frustraron esas expectativas. En 1996, Osama bin Laden y su organización Al Qaeda comenzaron a usar el país controlado por los talibanes como una base de operaciones. Bajo el amparo de estos, Al Qaeda pudo utilizar Afganistán como lugar para entrenar y adoctrinar combatientes, importar armas, coordinarse con otros grupos yihadistas, y tramar acciones terroristas. Aunque Al Qaeda mantuvo sus propios establecimientos en Afganistán, también apoyó campos de entrenamiento pertenecientes a otras organizaciones. De entre los 10 000 y 20 000 hombres que pasaron por esas instalaciones hasta septiembre de 2001, la mayoría de ellos fueron enviados a luchar para los talibanes contra la Alianza del Norte pero otros fueron incluidos en Al Qaeda.
Después de ser vinculados a Bin Laden los atentados en las embajadas estadounidenses en agosto de 1998, el presidente Bill Clinton ordenó el ataque con misiles sobre los campos de entrenamiento militares en Afganistán. Los oficiales estadounidenses presionaron a los talibanes para que entregaran a Bin Laden, y la comunidad internacional impuso sanciones al régimen talibán en 1999 pidiendo que Bin Laden fuera entregado a Estados Unidos. Sin embargo los talibanes rechazaron reiteradamente las demandas.
En los años 1990 estuvieron activos equipos paramilitares de la División de Actividades Especiales de la Agencia Central de Inteligencia (CIA) en operaciones clandestinas en Afganistán para localizar y matar o capturar a Osama bin Laden. Esos grupos planearon varias operaciones, pero no recibieron la orden del presidente Bill Clinton para llevarlas a cabo. Estos esfuerzos sin embargo prepararon muchas de las relaciones que después resultaron esenciales para la invasión estadounidense de Afganistán de 2001.

### Presuntos planes de Estados Unidos para atacar Afganistán antes del 11 de septiembre
Richard A. Clarke, presidente del Grupo de Seguridad Antiterrorista en la administración Clinton, y más tarde un miembro de la administración Bush, supuestamente presentó un plan a Condoleezza Rice en enero de 2001 que involucraba una acción encubierta en Afganistán para impedir que Al Qaeda tuviese un refugio seguro en el país asiático. El plan implicaba presuntamente apoyo encubierto a la Alianza del Norte, ataques aéreos, y la introducción de fuerzas de operaciones especiales en Afganistán.
Un día antes de los atentados del 11 de septiembre de 2001, la administración Bush acordó un supuesto plan para derrocar al régimen talibán en Afganistán por la fuerza si este se negara a entregar a Osama bin Laden. El plan implicaba el uso de métodos de presión escalados durante un periodo de tres años. En aquella reunión del 10 de septiembre de altos funcionarios de seguridad nacional del gobierno de Bush, se acordó que tenían que presentar a los talibanes un ultimátum final para entregar a Osama bin Laden. Si los talibanes se negaban, Estados Unidos proporcionaría ayuda militar encubierta a grupos contrarios a los talibanes. Y si ambas opciones fallaban, «los diputados acordaron que Estados Unidos trataría de derrocar al régimen talibán mediante una acción más directa».
Naiz Naik, antiguo secretario de Relaciones Exteriores del gobierno de Pakistán, alegó que en una reunión en Berlín a mediados de julio de 2001 altos funcionarios de Estados Unidos le advirtieron que a menos que Bin Laden fuera entregado rápidamente, Estados Unidos emprendería una acción militar para matar o capturar a Bin Laden y al líder talibán Mulá Omar a mediados de octubre de 2001. El objetivo más amplio de la operación planificada, según Naik, era derrocar al régimen talibán e instalar un gobierno más «moderado». Naik también afirmó que se le dijo que la operación sería lanzada desde Tayikistán y Uzbekistán, y que los asesores militares estadounidenses ya estaban en el lugar.

## Ataque inicial
Después de la negativa del régimen talibán a dejar de acoger a Al Qaeda, el 7 de octubre de 2001 el Gobierno de Estados Unidos inició sus operaciones militares en Afganistán. Equipos de la División de Actividades Especiales de la CIA fueron las primeras fuerzas estadounidenses en entrar en Afganistán para comenzar con las operaciones de combate. 
Los primeros norteamericanos en entrar a Afganistán fue el equipo de la CIA, apodado como "Jawbreaker" liderado por el agente de la CIA conocido por su nombre de pila como "Gary".
A ellos pronto se unieron Fuerzas Especiales del Ejército de los Estados Unidos del 5.º Grupo de Fuerzas Especiales y otras unidades del Mando de Operaciones Especiales de los Estados Unidos. Estas fuerzas trabajaron sobre el terreno con grupos opositores afganos, en particular con la Alianza del Norte. El Reino Unido, Canadá y Australia también desplegaron fuerzas y varios países más proporcionaron permiso de establecimiento, acceso y sobrevuelo.
El 7 de octubre se registraron ataques aéreos en la capital, Kabul (donde se cortaron los suministros de electricidad), en el aeropuerto, en Kandahar (residencia del líder supremo de los talibanes, Mulá Omar), y en la ciudad de Jalalabad. La CNN difundió imágenes en exclusiva de Kabul siendo bombardeada a todas las emisoras estadounidenses a aproximadamente las 05:08 p. m.
A las 17:00 UTC, el presidente estadounidense George W. Bush confirmó los ataques en la televisión nacional estadounidense y el primer ministro del Reino Unido Tony Blair también se dirigió a su país. Bush declaró que serían atacadas las instalaciones militares de los talibanes y los campos de entrenamiento de terroristas. Además, se lanzaría comida, medicinas y otros suministros para «los hombres, mujeres y niños hambrientos y enfermos de Afganistán».
Antes de los ataques se había difundido una cinta de vídeo grabada de Osama bin Laden en la que condenaba cualquier ataque contra Afganistán. Al Jazeera, el canal de noticias por satélite árabe, informó de que esas cintas habían sido recibidas poco antes del ataque.
En 2001, el Departamento de Defensa creó en secreto una Oficina de Influencia Estratégica (OIS), con la misión de difundir información falsa que sirviera a la causa de Estados Unidos en la guerra de Afganistán. Se permitió que la OSI informara mal, en particular con respecto a los medios de comunicación extranjeros. Oficialmente, el OIS se disolvió después de que los periodistas revelaran su existencia.

### Campañas aéreas
Los bombarderos, operando a gran altitud y lejos del alcance del fuego antiaéreo, bombardearon los campos de entrenamiento afganos y las defensas antiaéreas talibanes. Las aeronaves estadounidenses, incluidos los helicópteros de ataque AH-64 Apache de la 101.ª Brigada de Aviación de Combate, operaron con precisión durante toda la campaña sin ninguna pérdida provocada por las defensas antiaéreas talibanes.
El secretario de la defensa D. Rumsfeld habló sobre los daños de los bombardeos el segundo día de la ofensiva: "Destruimos once de los doce radares SA-3. Destruimos siete campos de aviación de los ocho señalados. Cayó la mitad de los radares de largo alcance, iremos a por el resto con nuestros aparatos. Machacamos Tora Bora, pero desconocemos los efectos. Tenemos tres torres de radio, efectuamos lanzamientos de ayuda humanitaria. Utilizamos setenta aviones de ataque en 116 incursiones".
Los ataques inicialmente se enfocaron en las ciudades de Kabul, Jalalabad , Kandahar, y en sus alrededores. En cuestión de días, la mayoría de los campamentos militares talibanes quedaron severamente dañados y las defensas antiaéreas fueron destruidas. Entonces la campaña se centró en objetivos de mando, control, y comunicaciones para debilitar la capacidad de las fuerzas talibanes para comunicarse y coordinarse. Sin embargo, la línea del frente era mantenida por la Alianza del Norte, y aún no había éxitos concisos en el campo de batalla. Con dos semanas de campaña transcurridas, la Alianza del Norte pidió que la campaña aérea se enfocara más en las líneas del frente, pues tenía problemas para avanzar. Su armamento estaba compuesto de obsoleto material soviético y su capacidad de combate era suficiente para la resistencia pero incapaz para iniciar una ofensiva. Mientras tanto, miles de hombres de tribus pastún (procedentes de Pakistán) entraron en el país afgano, reforzando a los talibanes contra las fuerzas lideradas por los Estados Unidos.

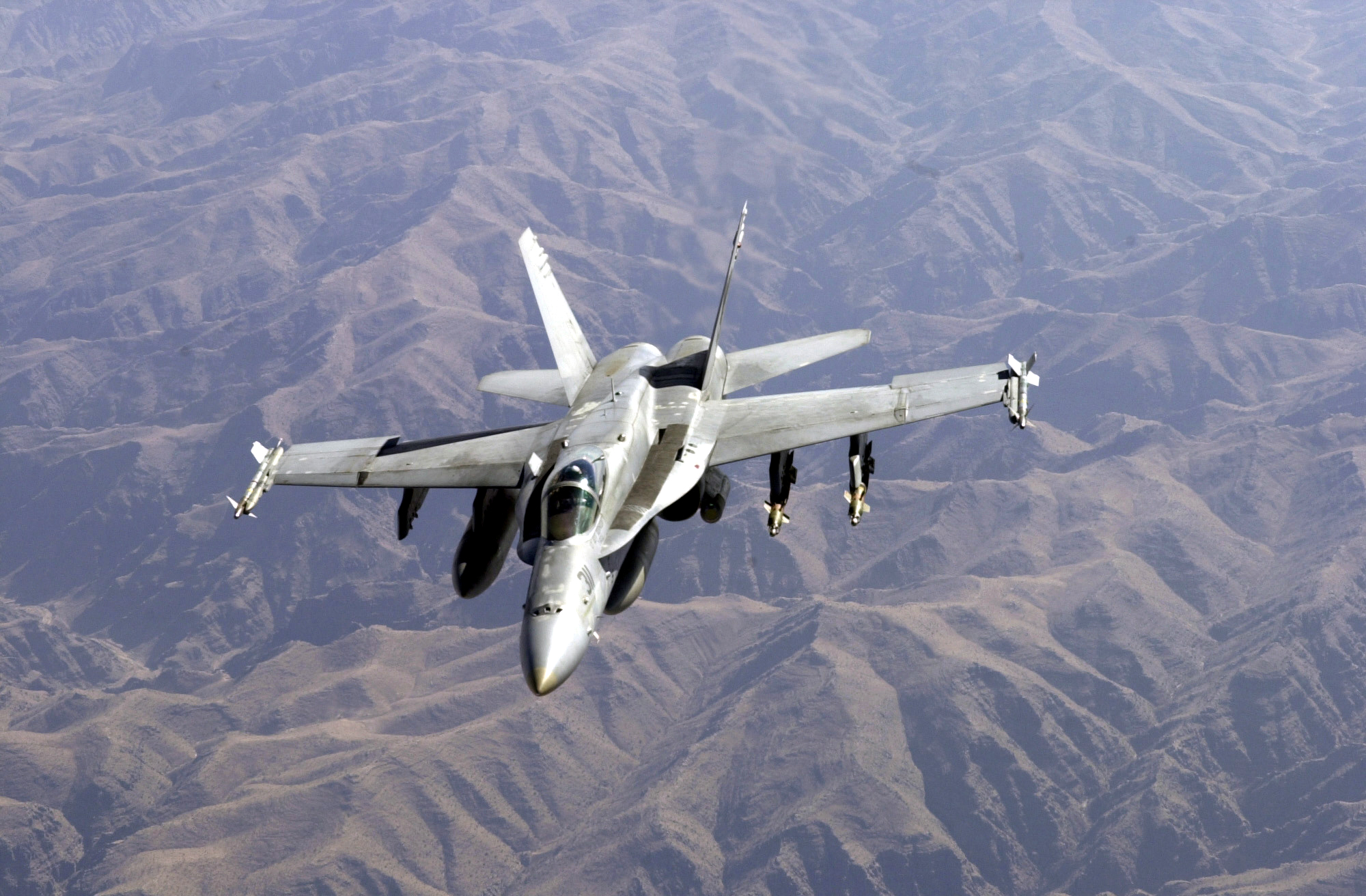
Un cazabombardero F/A-18 Hornet de la Armada de los Estados Unidos sobre Afganistán, 26 de octubre de 2001.

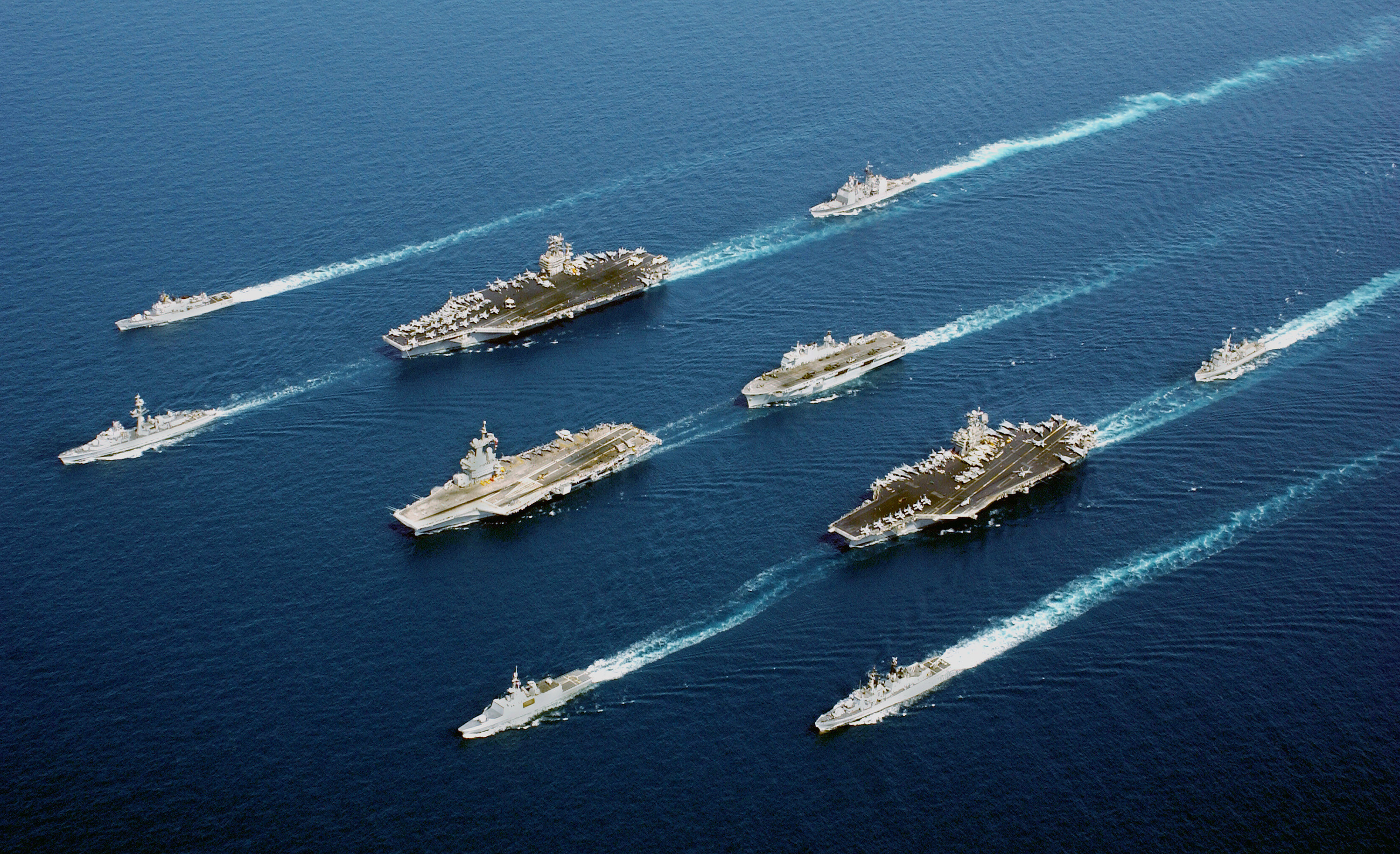
Barcos de cinco países (Estados Unidos, Reino Unido, Francia, Italia y Países Bajos) durante la Operación Libertad Duradera en el golfo de Omán.

La siguiente etapa de la campaña comenzó con la entrada de los cazabombarderos F/A-18 Hornet para destruir los vehículos armados talibanes mediante ataques de precisión, mientras otros aviones estadounidenses comenzaban a bombardear las defensas de los talibanes con bombas de racimo. Por primera vez en años, los comandantes de la Alianza del Norte comenzaron a ver los resultados sustantivos que habían esperado en las líneas del frente.
A principios de noviembre, las líneas del frente talibán fueron bombardeadas con bombas de gran radio de acción BLU-82, y atacadas con aviones artillados AC-130. Los combatientes talibanes no tenían experiencia previa frente a la capacidad y potencia militar de los estadounidenses, y a menudo incluso estaban en la cimas de crestas descubiertas donde las fuerzas especiales estadounidenses podían localizarlos fácilmente y pedir apoyo aéreo cercano. El 2 de noviembre las posiciones del frente talibán ya estaban devastadas, y una marcha de la Alianza del Norte sobre Kabul parecía posible por primera vez.
Los combatientes de Al Qaeda se hicieron cargo de las ciudades afganas, demostrando la inestabilidad el régimen talibán. Mientras tanto, la Alianza del Norte y los asesores de la CIA y de las Fuerzas Especiales estadounidenses planeaban la próxima fase de su ofensiva. Los tropas de la Alianza del Norte se apoderarían de Mazar-e Sarif, de este modo cortarían las líneas de abastecimiento de los talibanes y permitirían el flujo de suministros desde los países del norte, seguido por un ataque contra Kabul.

#### Áreas más atacadas
Durante los primeros meses de la guerra, los militares estadounidenses tenían una presencia muy limitada en tierra. El plan era que las fuerzas especiales, y los agentes de inteligencia con formación militar, sirvieran de enlace con las milicias afganas opuestas a los talibanes, las cuales avanzarían después de que las fuerzas talibanes fueran quebrantadas por el poderío aéreo estadounidense.

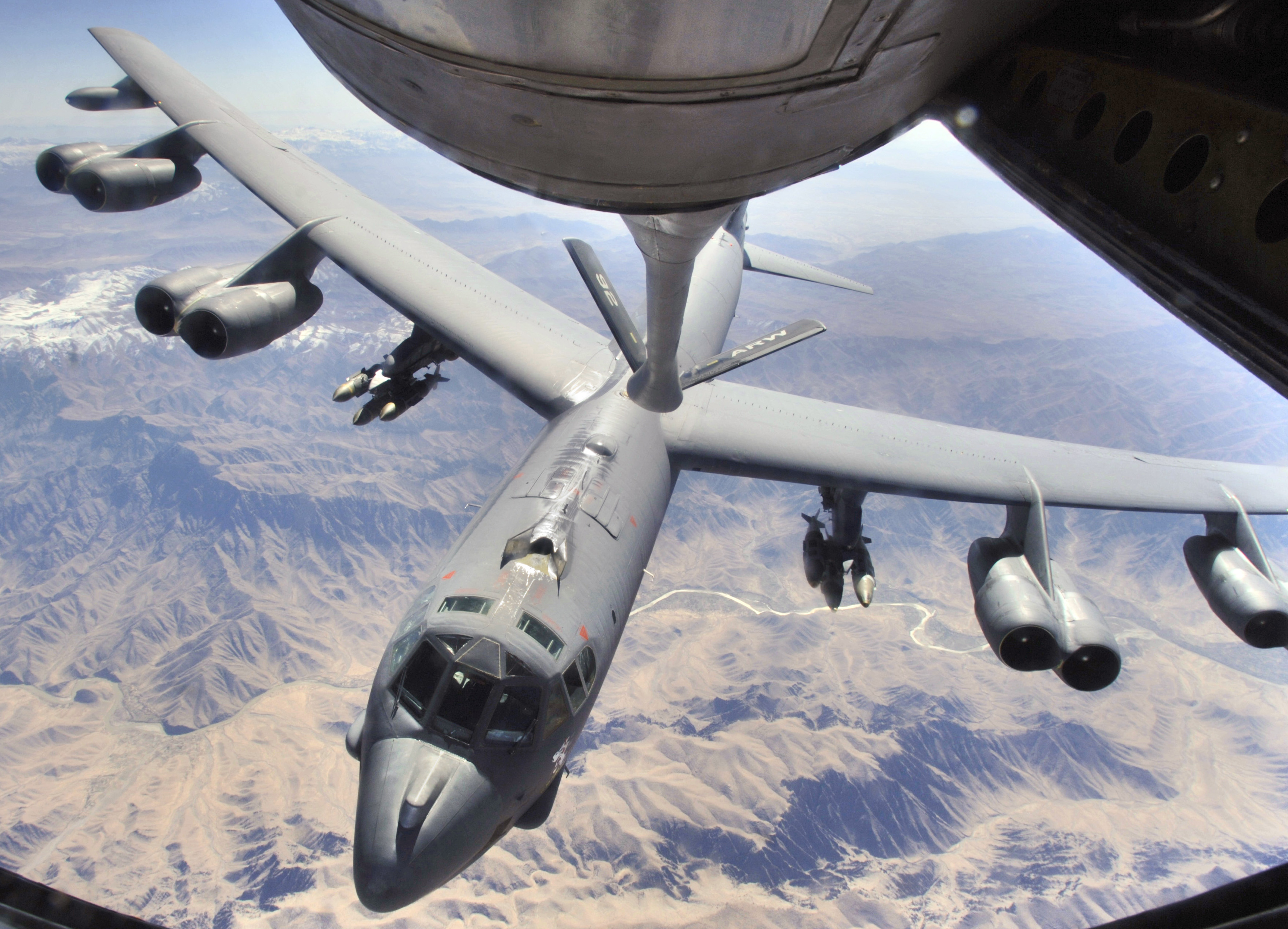
Un bombardero B-52 durante un reabastecimiento en vuelo sobre Afganistán.

Los analistas de inteligencia militar de los Estados Unidos informaron que los talibanes y los milicianos de Al Qaeda estaban atrincherados tras una serie de redes de búnkeres subterráneos y cuevas fortificadas y bien abastecidas en las montañas de Tora Bora, ubicadas al este de la capital (y muy cerca de la frontera con Pakistán). El área fue sometida al intenso y continuo bombardeo de los B-52.
Las fuerzas estadounidenses y de la Alianza del Norte comenzaron a diferir en sus objetivos. Mientras los estadounidenses seguían con la búsqueda de Osama bin Laden, la Alianza del Norte estaba presionando para obtener más apoyo en sus esfuerzos por acabar con los talibanes y controlar el país.

### La batalla de Mazar-e Sarif
La batalla por la ciudad de Mazar-e Sarif fue considerada importante, no solo por ser el lugar donde se encuentra el Santuario de Hazrat Ali o «Mezquita Azul», un sitio sagrado musulmán, sino porque también es un importante centro de transportes con dos aeropuertos principales y una de las principales rutas de abastecimiento con Uzbekistán. También permitiría el envío de ayuda humanitaria para aliviar la inminente crisis alimentaria de Afganistán, que amenazaba con más de seis millones de personas con hambre. Muchos de los que tenían la necesidad más urgente vivían en las zonas rurales del sur y oeste de Mazar-e Sarif.
El 9 de noviembre las fuerzas de la Alianza del Norte, bajo el mando de los generales Abdul Rashid Dostum y Ustad Atta Mohammed Noor, cruzaron el puente de Pul-i-Imam Bukhri, encontrando alguna resistencia, y tomaron el aeropuerto y la principal base militar de la ciudad.

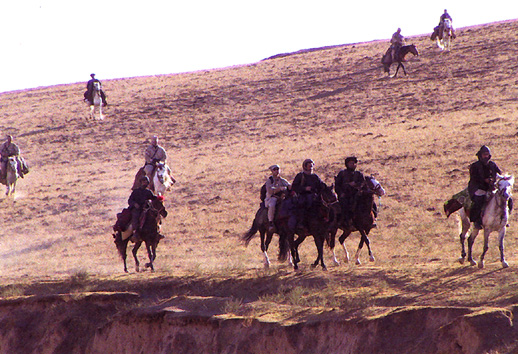
Fuerzas de Operaciones Especiales de Estados Unidos a caballo en Afganistán en 2001.

Fuerzas de Operaciones Especiales de Estados Unidos —concretamente el Destacamento Operacional Alpha (ODA) 595, agentes paramilitares de la CIA y Equipos de Control de Combate de la Fuerza Aérea—, a caballo y usando plataformas de apoyo aéreo cercano, tomaron parte en la ofensiva de la Alianza del Norte para entrar en la ciudad de Mazar-e Sarif en la provincia de Balj. Después de una sangrienta batalla de 90 minutos, las fuerzas talibanes, que controlaban la ciudad desde 1998, se retiraron de la ciudad, provocando celebraciones de júbilo entre la gente del pueblo cuyas afinidades étnicas y políticas eran con la Alianza del Norte.
Los talibanes habían pasado tres años luchando contra la Alianza del Norte por Mazar-e Sarif, precisamente porque su captura les confirmaría como dominadores de todo Afganistán. La caída de la ciudad fue un «palmetazo» para los talibanes y en última instancia resultó ser un golpe importante, ya que el Mando Central de los Estados Unidos había creído al principio que la ciudad permanecería en manos de los talibanes hasta bien entrado el año siguiente, y cualquier batalla posible tendría un «avance muy lento».
Tras los rumores de que el mulá Dadullah se dirigía a recuperar la ciudad con nada menos que 8000 combatientes talibán, fueron trasladados a la ciudad por vía aérea mil soldados de la 10.ª División de Montaña estadounidense, que proporcionaron el primer punto de apoyo sólido desde el que poder llegar a Kabul y Kandahar. Mientras que antes los vuelos militares tenían que ser lanzados desde Uzbekistán o desde portaviones en el mar arábigo, después de la captura de Mazar-e Sarif los estadounidenses tuvieron su propio aeropuerto en el país que les permitió realizar vuelos más frecuentes para misiones de reabastecimiento y de ayuda humanitaria. Estas misiones permitieron los envíos masivos de ayuda humanitaria para ser entregadas inmediatamente a cientos de miles de afganos enfrentados al hambre en la llanura del norte.
Se puso de manifiesto que el aeropuerto había quedado lleno de trampas colocadas por los talibanes al huir, con explosivos colocados alrededor de las instalaciones, además de resultar muy dañado por las propias misiones de interdicción aérea destinadas a que este fuera utilizado por el enemigo.
Las pistas destruidas del aeropuerto fueron parcheadas por personal de la Fuerza Aérea de los Estados Unidos y habitantes locales contratados para cubrir los cráteres de bombas con asfalto y alquitrán a mano, y el primer avión de carga ya pudo aterrizar diez días después de la batalla. La base aérea no fue declarada operacional hasta el 11 de diciembre.

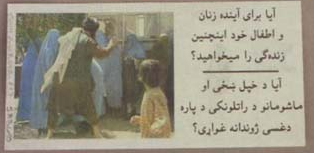
Ejemplo de los folletos de propaganda estadounidense lanzados sobre la ciudad de Mazar-e Sarif.

Las fuerzas respaldadas por Estados Unidos que ahora controlaban la ciudad inmediatamente comenzaron a emitir desde Radio Mazar-e Sarif, que antes era el canal talibán La voz del Sharia en la frecuencia 1584 kHz, una emisión que incluía un discurso del expresidente Burhanuddin Rabbani. La música fue transmitida por Radio Kabul por primera vez en cinco años, y las canciones eran introducidas por una locutora femenina —otro gran avance para una ciudad donde a las mujeres se le había prohibido la educación, el trabajo, y muchas otras libertades civiles desde 1996.

### La caída de Kabul
La noche del 12 de noviembre, el general R. Myers informaba al presidente George W. Bush que las fuerzas talibán juntos con algunos miembros de Al Qaeda se retiraron de la ciudad de Kabul, huyendo bajo el amparo de la oscuridad hacia el sur con dirección a Pakistán y por el este en dirección hacia la región de Tora Bora. Afganistán quedó dividido en dos, el lado norte quedó controlado por la Alianza del Norte. Por la tarde del 13 de noviembre, en el momento en que las fuerzas de la Alianza del Norte llegaron a la capital, solo les estaban esperando cráteres de bombas, follaje quemado, y casquillos de municiones vacíos en los que había sido las posiciones y emplazamientos de armas de los talibanes. Los únicos defensores que quedaban era un grupo de aproximadamente veinte incondicionales combatientes árabes emplazados en el parque de la ciudad. El grupo de talibanes fue eliminado en 15 minutos de combate, al ser ampliamente superados en número y tener poca cobertura en donde escudarse. Una vez que esas fuerzas fueron neutralizadas Kabul pasó a manos de fuerzas de Estados Unidos y la Alianza del Norte.
La caída de Kabul marcó el inicio de un colapso de las posiciones de los talibanes en el mapa. En 24 horas, todas las provincias afganas a lo largo de la frontera con Irán, incluía la ciudad clave de Herat, habían caído. Los señores de la guerra y comandantes pastún locales se habían hecho cargo de todo el noreste de Afganistán, incluida la ciudad clave de Jalalabad. Los talibanes que resistían en el norte, principalmente voluntarios pakistaníes, se replegaron a la ciudad norteña de Kunduz. El 16 de noviembre, el último bastión de los talibanes en el norte de Afganistán fue sitiado por la Alianza del Norte. Cerca de 10 000 combatientes talibán, liderados por combatientes extranjeros, se negaron a rendirse y continuaron oponiendo resistencia. Para entonces en el sureste, los talibanes habían sido obligados a regresar a su tierra de origen alrededor de Kandahar.
El 13 de noviembre, las fuerzas talibán y de Al Qaeda, con la posible inclusión de Osama bin Laden, se reagruparon y concentraron sus fuerzas en el complejo de cuevas de Tora Bora, en la frontera con Pakistán 50 kilómetros al sur de Jalalabad, para preparar la resistencia contra las fuerzas de Estados Unidos, la OTAN y la Alianza del Norte. Cerca de 2000 combatientes talibán y de Al Qaeda se fortificaron en posiciones dentro de búnkeres y cuevas, y el 16 de noviembre los bombarderos estadounidenses comenzaron a bombardear las fortalezas en las montañas. Al mismo tiempo, operativos de la CIA y de las fuerzas especiales ya estaban trabajando en el área, reclutando y pagando a los señores de la guerra locales para que se unieran a la lucha y planear un ataque al complejo de Tora Bora.

###### Dichos de mulá Omar
Tras la caída de Kabul el mulá Mohammad Omar (Líder de la fuerza talibán), pronunció estas palabras: "Defender las ciudades con frentes de batalla que pueden ser atacados desde el aire nos provocaría pérdidas terribles. La confrontación había variado desde el clásico estancamiento de una fuerza contra otra hasta el estallido extraordinario del poder norteamericano."

### La caída de Kunduz

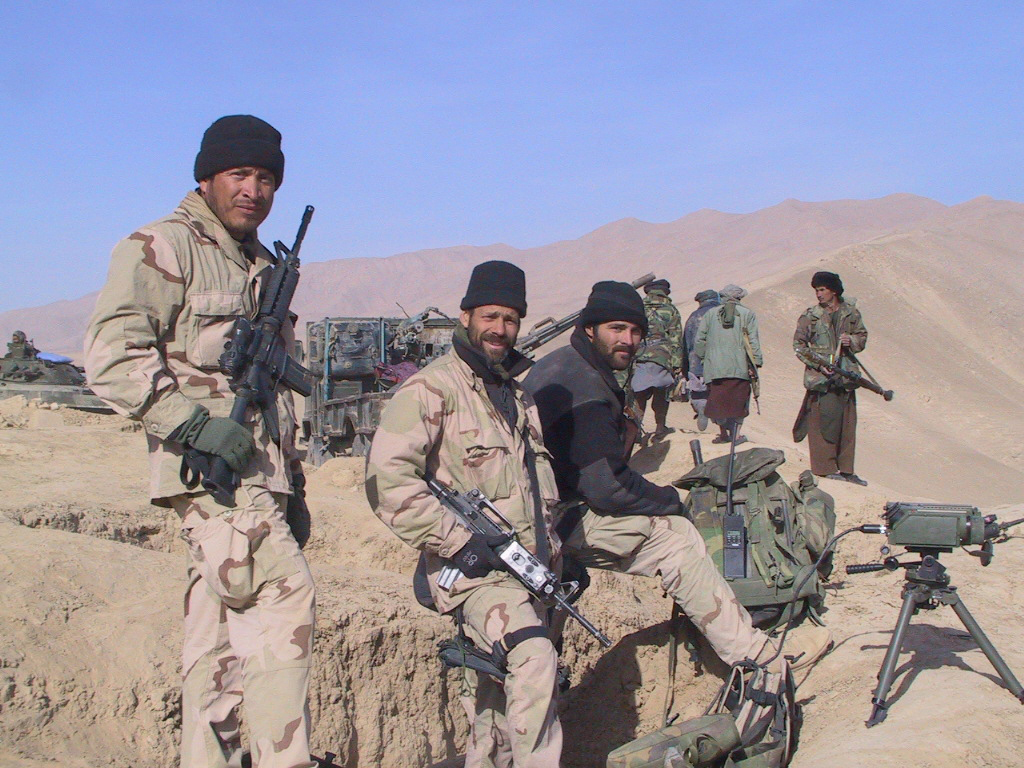
Fuerzas especiales estadounidenses y combatientes de la Alianza del Norte al oeste de Kunduz en noviembre de 2001.

Así como se intensificó el bombardero de Tora Bora, seguía el asedio de Kunduz que comenzara el 16 de noviembre. Finalmente, después de nueve días de intensos combates y bombardeos estadounidenses, los combatientes talibanes que mantenían Kunduz se rindieron ante las fuerzas de la Alianza del Norte entre el 25 y el 26 de noviembre. Poco antes de la rendición, aparentemente llegaron aviones pakistaníes para evacuar a unos pocos cientos de militares y personal de inteligencia que habían ido de Pakistán a Afganistán antes de la invasión estadounidense para ayudar en la lucha que tenían los talibanes contra la Alianza del Norte. Sin embargo, durante ese puente aéreo, se alega que hasta cinco mil personas fueron evacuadas de la región, incluidas tropas talibanes y de Al Qaeda. Entre los medios occidentales esta evacuación se conoce como el «puente aéreo del mal» (Airlift of Evil).

### La batalla de Qala-i-Jangi

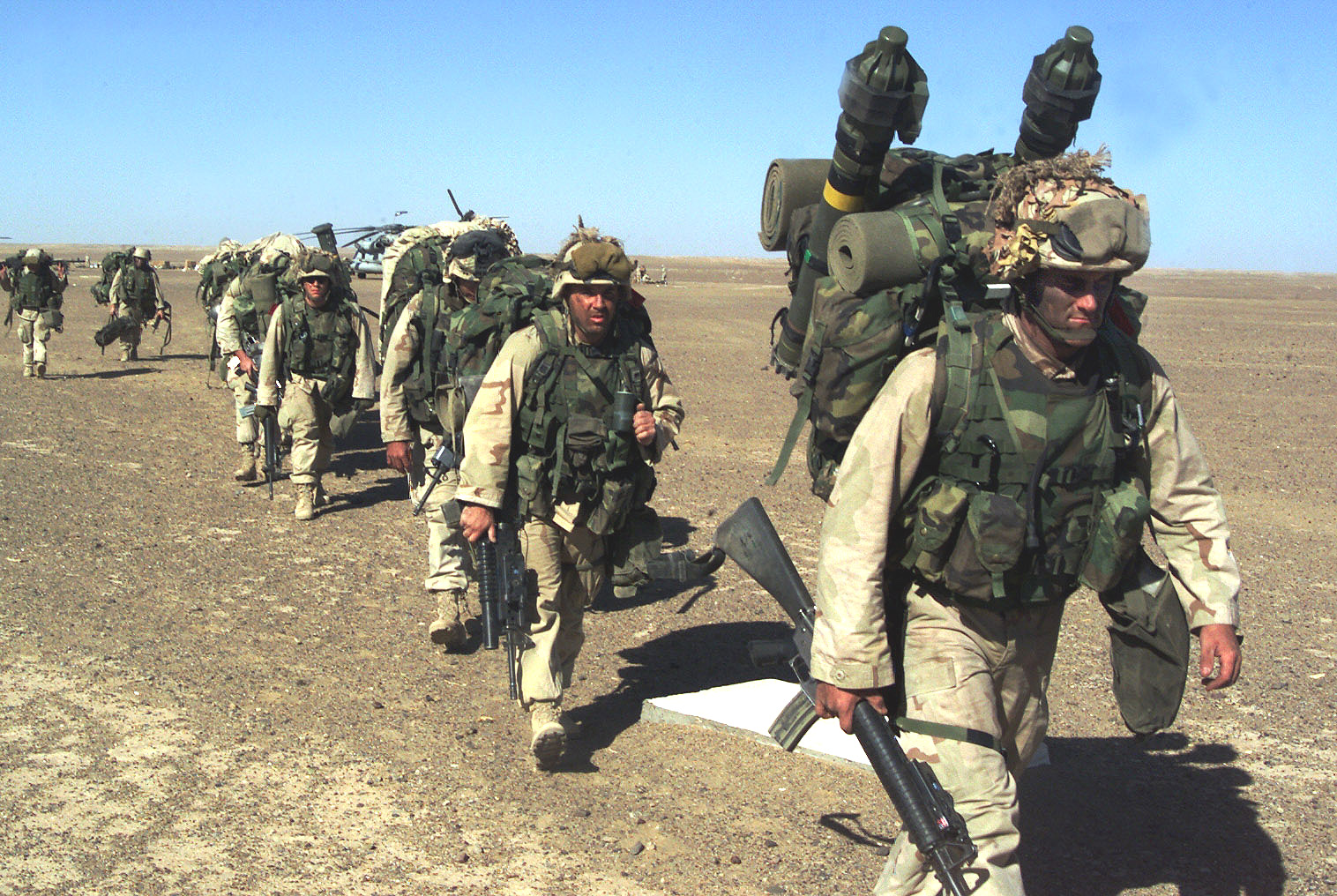
Marines estadounidenses de la 15.ª Unidad Expedicionaria se dirigen a una posición segura en el sur de Afganistán después de tomar una base de operaciones avanzada talibán el 25 de noviembre de 2001.

El 25 de noviembre, cuando los combatientes talibán que mantenían que en la ciudad de Kunduz se rindieron, y estaban siendo encarcelados en la fortaleza de Kunduz (cerca de Mazar-e Sarif), unos pocos talibanes atacaron a algunos guardias de la Alianza del Norte, cogiendo sus armas y abriendo fuego. Este incidente provocó en poco tiempo una revuelta generalizada de unos 300 prisioneros, que pronto se apoderaron de la mitad sur del complejo, antiguamente una fortaleza medieval, incluido un arsenal de armas. Un agente paramilitar de la CIA, que había estado interrogando prisioneros, Johnny Micheal Spann, murió en la revuelta, convirtiéndose en el primer estadounidense muerto en combate de la guerra.
La revuelta al final fue sofocada después de siete días de duros combates entre los talibanes y la Alianza del Norte junto a una unidad SBS británica y algunos miembros de Fuerzas Especiales del Ejército de los Estados Unidos, también participaron aviones artillados AC-130 y otras aeronaves proporcionando fuego de ametrallamiento, así como ataques de bombardeo.
Solo sobrevivieron 86 de los prisioneros talibanes, y murieron en torno a 50 soldados de la Alianza del Norte. El aplastamiento de la revuelta marcó el final de los combates en el norte de Afganistán, donde los señores de la guerra de la Alianza del Norte consiguieron un firme control.

### Consolidación: la toma de Kandahar

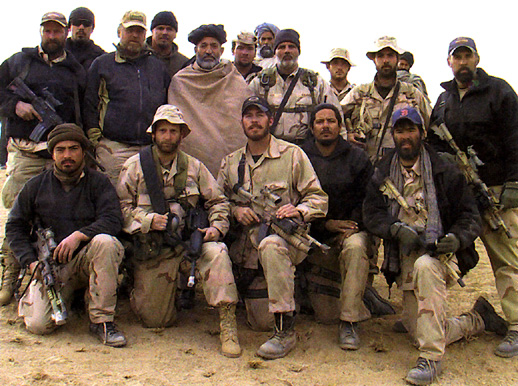
Fuerzas Especiales del Ejército de los Estados Unidos con Hamid Karzai en la provincia de Kandahar.

A finales de noviembre, Kandahar, cuna del movimiento talibán, era el último bastión que le quedaba al grupo extremista islámico, pero se enfrentaba a una creciente presión. Cerca de 3000 combatientes tribales, liderados por Hamid Karzai, un lealista del antiguo rey afgano, y Gul Agha Sherzai, el gobernador de Kandahar antes de que los talibanes tomaran el poder, presionaron a las fuerzas talibán desde el este y les cortaron las líneas de suministros del norte de Kandahar. La amenaza de la Alianza del Norte se alzó en el norte y noreste.

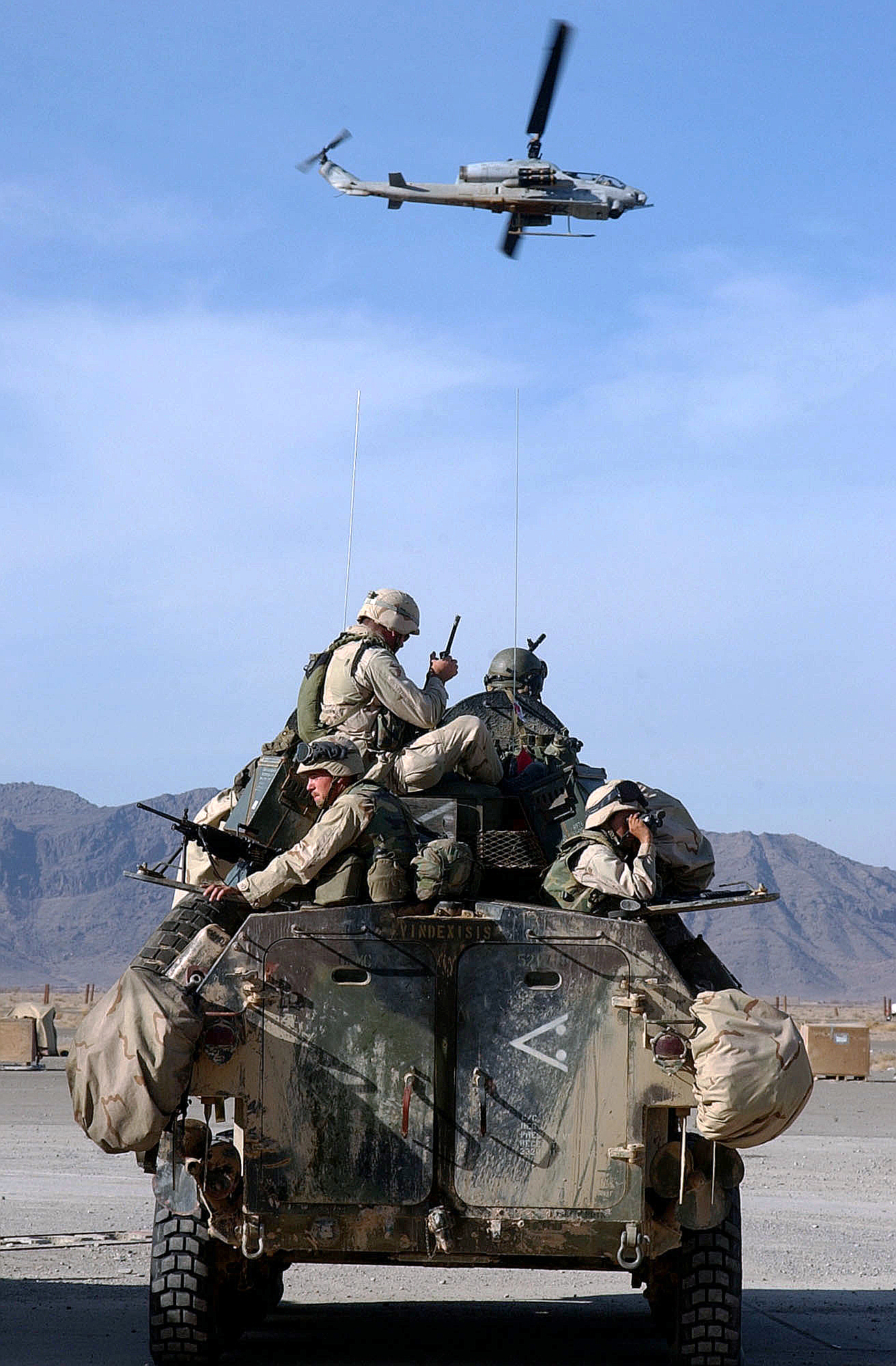
Blindado LAV-25 y helicóptero AH-1 SuperCobra de los marines estadounidenses en la base de Kandahar, 28 de diciembre de 2001.

Mientras tanto, había llegado el primer número significativo de tropas de combate de Estados Unidos. Cerca de 1000 marines, que fueron transportados en helicópteros CH-53E Super Stallion y aviones AC-130, establecieron una base de operaciones avanzada conocida como Camp Rhino en el desierto del sur de Kandahar el 25 de noviembre. Este fue el primer punto de apoyo estratégico de la coalición en Afganistán, y el primer paso para establecer otras bases de operaciones. El primer combate importante en el que participaron las fuerzas terrestres estadounidenses ocurrió un día después de montar Camp Rhino cuando 15 vehículos blindados se acercaron a la base y fueron atacados por helicópteros artillados, destruyendo muchos de ellos. Entretanto, los ataques aéreos seguían machacando las posiciones de los talibanes dentro de la ciudad, donde se encontraba el mulá Omar. Omar, el líder talibán, se mantuvo desafiante a pesar de que su movimiento solo controlaba 4 de las 30 provincias afganas a finales de noviembre y pidió a sus tropas que lucharan hasta la muerte.
El 6 de diciembre, el gobierno de Estados Unidos rechazó la amnistía para Omar o cualquiera de los líderes talibán. Poco después, el 7 de diciembre, Omar salió de la ciudad de Kandahar con un grupo de sus seguidores incondicionales y se dirigió hacia el noroeste a las montañas de la provincia de Urūzgān, incumpliendo la promesa de los talibanes de entregar a sus combatientes y sus armas. Se informó que fue visto por última vez conduciendo con un grupo de sus combatientes un convoy de motocicletas.
Otros miembros de la jefatura talibán huyeron a Pakistán a través de los pasos remotos de las provincias de Paktiyā y Paktīkā. Sin embargo, Kandahar, la última ciudad controlada por los talibanes, había caído, y la mayoría de los combatientes talibán se había disuelto. El pueblo fronterizo de Spin Boldak se rindió en el mismo día, marcando el final del control talibán en Afganistán. Las fuerzas tribales afganas lideradas por Gul Agha sitiaron la ciudad de Kandahar mientras los marines tomaron el control del aeropuerto en las afueras y establecieron una base.

### Batalla de Tora Bora
Los combatientes de Al Qaeda se seguían manteniendo en las montañas de Tora Bora, mientras una milicia tribal antitalibán, respaldada por Fuerzas Especiales del Reino Unido y los ataques aéreos de Estados Unidos, empujaba constantemente a las fuerzas de Bin Laden a retroceder por el difícil terreno. Frente a la derrota, las fuerzas de Al Qaeda acordaron una tregua para darles tiempo a entregar sus armas. En retrospectiva, sin embargo, muchos creen que la tregua fue una treta para permitir que las figuras importantes de Al Qaeda, incluido Osama bin Laden, pudieran escapar. El 12 de diciembre los combates estallaron de nuevo, probablemente iniciados por una retaguardia con intención de ganar tiempo para la huida de la fuerza principal a través de las Montañas Blancas hacia las áreas tribales de Pakistán. Una vez más, las fuerzas tribales, respaldadas por tropas de operaciones especiales británicas y estadounidenses y su apoyo aéreo, avanzaron contra las posiciones fortificadas de Al Qaeda en cuevas y búnkeres diseminados por toda esa montañosa región.
El 17 de diciembre fue tomado el último complejo de cuevas venciendo a sus defensores. La búsqueda por la zona llevada a cabo por fuerzas estadounidenses y británicas continuó hasta enero, pero no apareció rastro ni de bin Laden ni de los dirigentes de Al Qaeda. Se cree casi por unanimidad que ya habían escapado hacia las áreas tribales de Pakistán al sureste. Se estima que durante la batalla murieron en torno a 200 combatientes de Al Qaeda, junto con un número desconocido de combatientes tribales antitalibanes. No se registraron muertos estadounidenses ni británicos.

### Misión Heracles

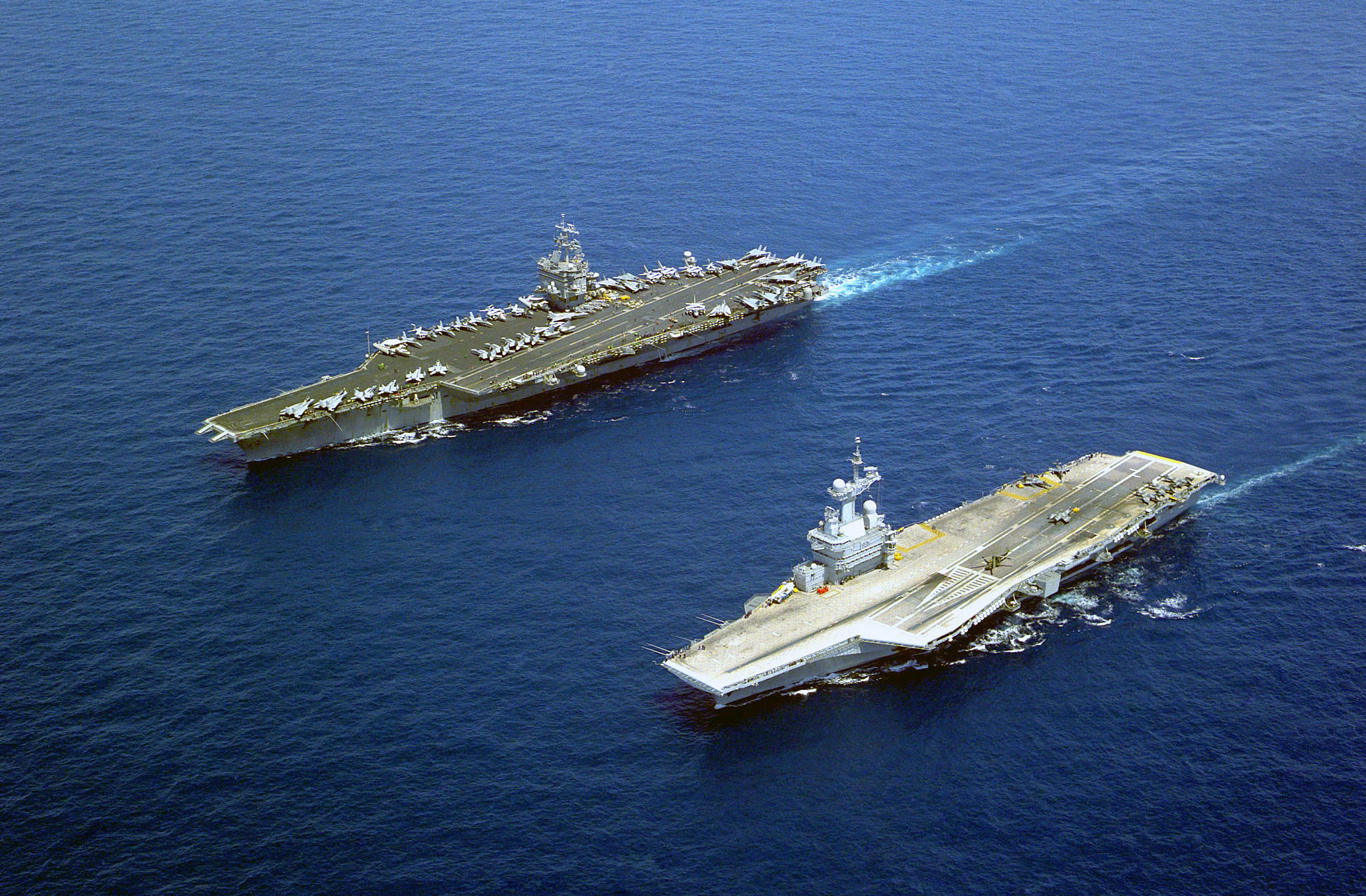
El (izquierda) y el Charles de Gaulle (derecha), los primeros portaaviones nucleares de Estados Unidos y Francia.

El 21 de noviembre de 2001 se llevó a cabo la Misión Heracles, esta fue una misión llevada a cabo en conjunto entre las fuerzas aeronavales de Francia y los Estados Unidos y liderada por el contraalmirante francés François Cluzel en la denominada Operación Libertad Duradera con el fin de acabar con el régimen talibán y la huida del líder de la organización Al Qaeda Osama bin Laden.

### Esfuerzos diplomáticos y humanitarios
Después de que los talibanes abandonaran Kabul en noviembre de 2001 y perdieran su bastión, la ciudad sureña de Kandahar, en diciembre de 2001, por lo general se piensa que para entonces los principales líderes talibanes y de Al Qaeda ya habían huido a través de la frontera con Pakistán.
Para llenar el vacío político, en diciembre de 2001 las Naciones Unidas llevó a cabo en Alemania la Conferencia de Bonn, donde fueron organizadas reuniones entre varios líderes afganos por el Consejo de Seguridad de las Naciones Unidas. Los talibanes no fueron incluidos. Entre los participantes había representantes de cuatro grupos de oposición afganos, y como observadores se incluían representantes de países vecinos y otros países implicados, incluido Estados Unidos.
El resultado fue el Acuerdo de Bonn que creó la Autoridad Interina Afgana que serviría de «almacén de soberanía afgana» y trazó el llamado Proceso de Petersberg, un proceso político hacia una nueva Constitución y la elección de un nuevo Gobierno afgano.
La Resolución 1378 del Consejo de Seguridad de Naciones Unidas del 14 de noviembre de 2001 incluyó «condenar a los talibán por permitir que Afganistán fuera usado por la red de Al Qaeda y otros grupos terroristas como una base para la exportación del terrorismo y por proporcionar un refugio seguro a Osama bin Laden, Al Qaeda y otras personas asociadas con ellos, y en este contexto apoyar los esfuerzos de del pueblo afgano para sustituir el régimen talibán».
Para ayudar a proveer seguridad y apoyar esta Autoridad Interina Afgana, las Naciones Unidas autorizaron una fuerza internacional, la Fuerza Internacional de Asistencia para la Seguridad (ISAF), con un mandato para ayudar a los afganos a mantener las seguridad en Kabul y las zonas circundantes.
Antes de la invasión liderada por Estados Unidos, se temía que la invasión y la resultante interrupción de los servicios causaría una hambruna generalizada y gran número de refugiados. El Programa Mundial de Alimentos de Naciones Unidas suspendió temporalmente sus actividades dentro de Afganistán con el comienzo de los ataques de bombardero pero los reanudó después de la caída de los talibanes.

### Fuerza Internacional de Asistencia para la Seguridad
La Fuerza Internacional de Asistencia para la Seguridad (ISAF) inicialmente fue establecida como una fuerza de estabilización por el Consejo de Seguridad de las Naciones Unidas el 20 de diciembre de 2001, para asegurar Kabul. Su mandato no se extendía más allá de esta área los primeros años. El 11 de agosto de 2003, la OTAN asumió el mando político y de coordinación de la ISAF. El 31 de julio de 2006, la ISAF asumió el mando del sur del país; y el 5 de octubre de 2006, del este. A fecha de 15 de noviembre de 2010, la ISAF estaba compuesta por 130 930 soldados de 48 países, la mayoría aportados por Estados Unidos.
| Tropas de la ISAF por país (15 de noviembre de 2010) | Tropas de la ISAF por país (15 de noviembre de 2010) | Tropas de la ISAF por país (15 de noviembre de 2010) |
| ---------------------------------------------------- | ---------------------------------------------------- | ---------------------------------------------------- |
| Estados Unidos - 90 000                              | Reino Unido - 9500                                   | Alemania - 4341                                      |
| Francia - 3850                                       | Italia - 3688                                        | Canadá - 2922                                        |
| Polonia - 2519                                       | Turquía - 1790                                       | Rumania - 1648                                       |
| España - 1576                                        | Australia - 1550                                     | Georgia - 924                                        |
| Dinamarca - 750                                      | Bulgaria - 516                                       | Hungría - 502                                        |
| Suecia - 500                                         | Bélgica - 491                                        | República Checa - 468                                |
| Noruega - 353                                        | Croacia - 299                                        | Albania - 258                                        |
| Eslovaquia - 250                                     | Corea del Sur - 246                                  | Países Bajos - 242                                   |
| Nueva Zelanda - 234                                  | Lituania - 219                                       | Letonia - 189                                        |
| Macedonia del Norte - 163                            | Finlandia - 150                                      | Estonia - 140                                        |
| Portugal - 95                                        | Azerbaiyán - 94                                      | Grecia - 80                                          |
| Eslovenia - 78                                       | Mongolia - 47                                        | Bosnia y Herzegovina - 45                            |
| Armenia - 40                                         | Singapur - 38                                        | Emiratos Árabes Unidos - 35                          |
| Montenegro - 31                                      | Malasia - 30                                         | Ucrania - 16                                         |
| Luxemburgo - 9                                       | Irlanda - 7                                          | Islandia - 4                                         |
| Austria - 3                                          | Jordania - 0                                         | Tonga - 0                                            |
| Total: 130 930                                       |                                                      |                                                      |